# Algerische Fußballnationalmannschaft der Frauen
Die algerische Fußballnationalmannschaft der Frauen repräsentiert Algerien im internationalen Frauenfußball. Die Nationalmannschaft ist dem algerischen Fußballverband unterstellt und wird von Azzedine Chih trainiert. In ihrem ersten Spiel verlor die Mannschaft mit 0:14 gegen Frankreich, bis dato die höchste Niederlage einer afrikanischen gegen eine europäische Mannschaft. Die algerische Auswahl nahm bisher fünfmal an der Afrikameisterschaft teil, wo man jeweils nach der Vorrunde ausschied. An einer Weltmeisterschaft bzw. den Olympischen Spielen nahm man bisher nicht teil. Größter Erfolg der Mannschaft ist der Gewinn der Arabischen Meisterschaft 2006.

## Turnierbilanz

### Weltmeisterschaft
| - 1991: nicht teilgenommen (1. Spiel erst 1998) - 1995: nicht teilgenommen (1. Spiel erst 1998) - 1999: nicht teilgenommen (1. Spiel erst nach Beginn der Qualifikation) - 2003: nicht teilgenommen - 2007: nicht qualifiziert | - 2011: nicht qualifiziert - 2015: nicht qualifiziert - 2019: nicht qualifiziert - 2023: nicht qualifiziert |

### Afrikameisterschaft
| - 1991: nicht teilgenommen (1. Spiel erst 1998) - 1995: nicht teilgenommen (1. Spiel erst 1998) - 1998: nicht teilgenommen (1. Spiel erst nach Beginn der Qualifikation) - 2000: nicht qualifiziert - 2002: nicht teilgenommen - 2004: Vorrunde - 2006: Vorrunde - 2008: nicht qualifiziert | - 2010: Vorrunde - 2012: nicht teilgenommen - 2014: Vorrunde - 2016: nicht qualifiziert - 2018: Vorrunde - 2022: nicht qualifiziert - 2025: Viertelfinale |

### Olympische Spiele
| - 1996: nicht teilgenommen (1. Spiel erst 1998) - 2000: nicht teilgenommen - 2004: nicht qualifiziert - 2008: nicht qualifiziert | - 2012: nicht teilgenommen - 2016: nicht teilgenommen - 2020: nicht qualifiziert - 2024: nicht qualifiziert |

### Afrikaspiele
- 2003: Vorrunde
- 2007: 4. Platz
- 2011: 3. Platz
- 2015: nicht teilgenommen
- 2019: 4. Platz
- 2023: nicht teilgenommen